# جيف جينينغز
جيف جينينغز (بالإنجليزية: Jeff Jennings)‏ (6 نوفمبر 1987 في الولايات المتحدة - ) هو لاعب كرة قدم أمريكي في مركز الوسط. لعب مع El Paso Patriots ‏ وسان أنتونيو سكوربيونز وReal Colorado Foxes ‏.

## وصلات خارجية
- جيف جينينغز على موقع قاعدة بيانات كرة القدم.إي يو (الإنجليزية)